# Wincenty Smolak
Wincenty Smolak (ur. 1942 we Lwowie, zm. 11 marca 2016 w Krakowie) – polski geofizyk, hodowca koni huculskich, działacz społeczny, prekursor hipoterapii w Polsce.

## Życiorys
W młodości był harcerzem 3 Krakowskiej Drużyny Harcerskiej im. Gen. Kazimierza Pułaskiego. Z wykształcenia geofizyk, uzyskał stopień doktora inżyniera geofizyki, był członkiem założycielem Polskiego Towarzystwa Przyjaciół Nauk o Ziemi. Od 1980 związany był z Kołem Żołnierzy Pułku 3 Strzelców Konnych im. Pułkownika Doktora Bronisława Lubienieckiego. Zajmował się hodowlą koni huculskich. Był wieloletnim członkiem, a następnie Członkiem Honorowym Polskiego Związku Hodowców Koni, założycielem i pierwszym prezesem Oddziału Polskiego Związku Hodowców Koni w Krakowie oraz członkiem zarządu PZHK. Był również członkiem założycielem Polskiego Towarzystwa Hipoterapeutycznego w którym piastował funkcję prezesa w latach 1992–2000 oraz prezesa honorowego w latach 2000–2016. Zmarł 11 marca 2016, a jego pogrzeb odbył się 19 marca w Korzkwi.

## Wybrane odznaczenia
- Krzyż Kawalerski Orderu Odrodzenia Polski (2002)[1],
- Honorowa Srebrna Polska Odznaka Jeździecka[1],
- Złota Odznaka Honorowa Polskiego Towarzystwa Hipoterapeutycznego (2008)[1]